# Lissonota alpivagator
Lissonota alpivagator là một loài tò vò trong họ Ichneumonidae.